# Den hemmelige traktat
Den hemmelige traktat è un film muto del 1913 diretto da Alfred Lind. Fu uno dei due unici film interpretati da Martinius Nielsen, noto regista e attore teatrale. Tra gli altri interpreti, Philip Bech, Johannes Meyer, Harriet Salomonsen, Albrecht Schmidt.

## Produzione
Il film fu prodotto dalla Alfred Lind Film.

## Distribuzione
In Danimarca, il film fu distribuito il 20 novembre 1913, presentato in prima al Vesterbro Teater di Copenaghen.